# Ричмонд (Тасмания)
Ричмонд (англ. Richmond) — небольшой исторический город (town) на юго-востоке Тасмании (Австралия), примерно в 25 км северо-восточнее Хобарта. Согласно переписи 2016 года, население Ричмонда составляло 858 человек.

## География

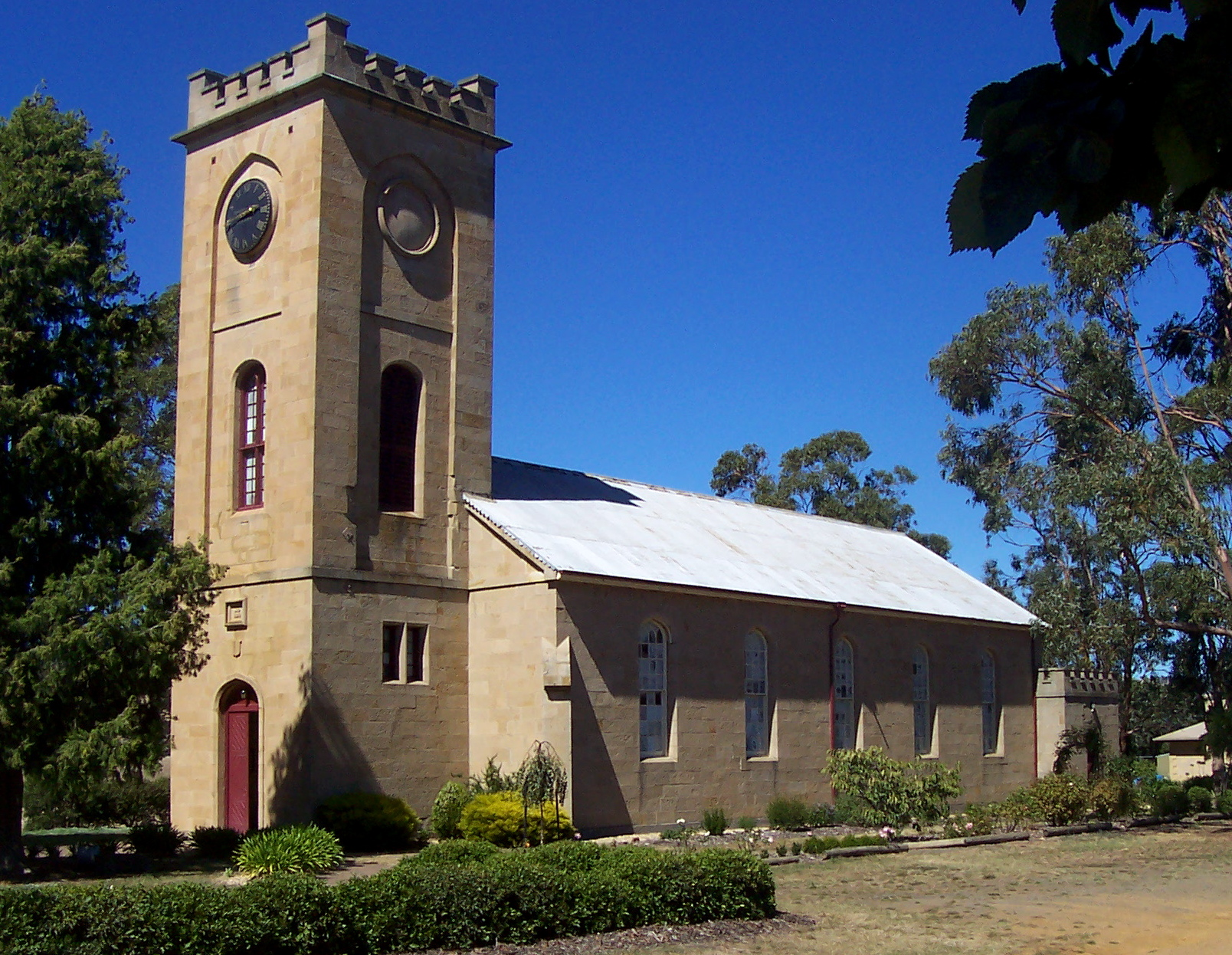
Англиканская церковь в Ричмонде — St Luke's Anglican church

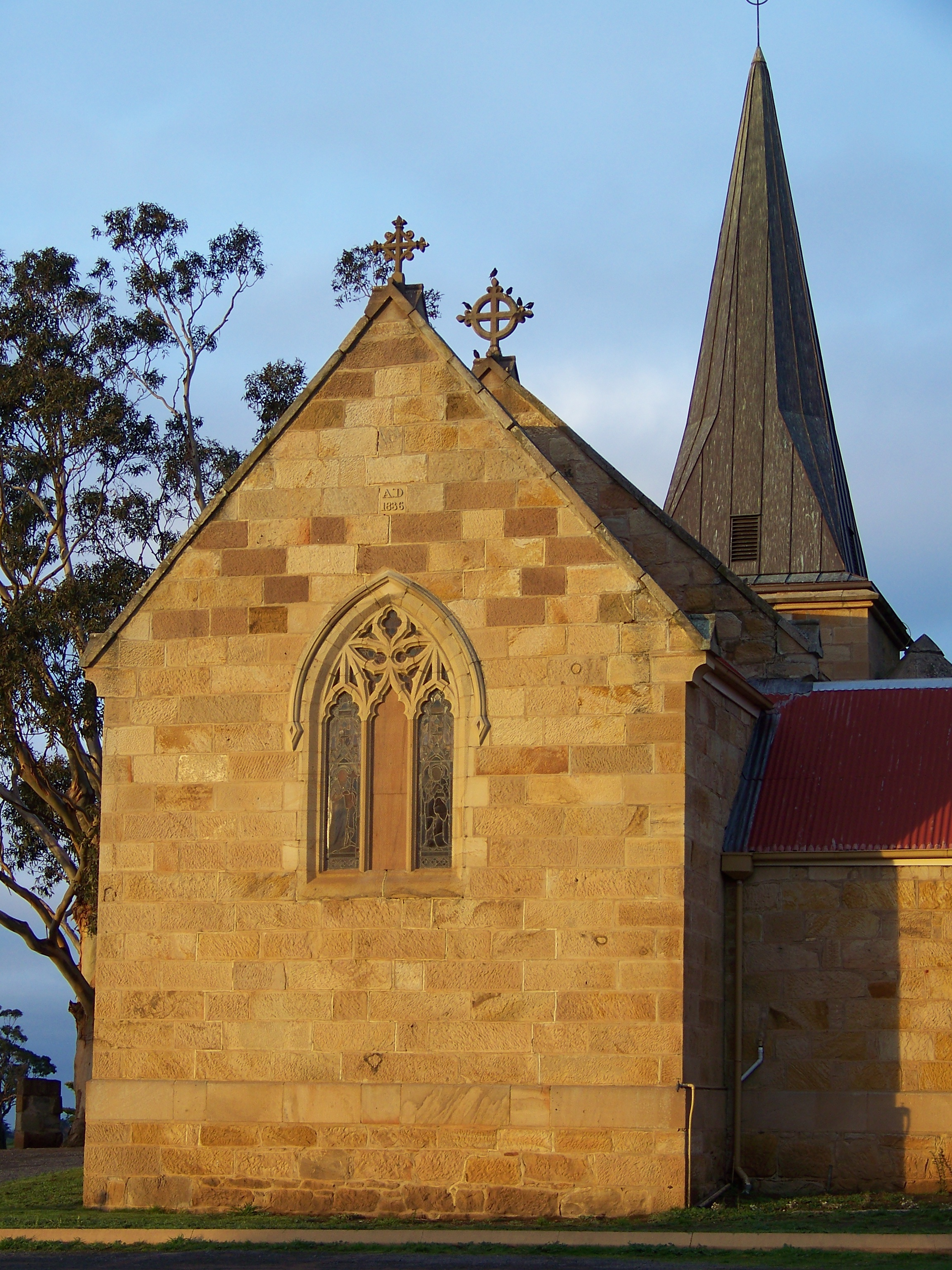
Католическая церковь в Ричмонде — St John's Catholic church

Ричмонд находится на юго-востоке Тасмании, примерно в 25 км северо-восточнее Хобарта. Через город с севера на юг протекает река Кол (Coal River).

## История
Гранты на покупку земли на месте Ричмонда начали выдаваться с 1808 года, а в 1824 году лейтенант-губернатор Тасмании Уильям Сорелл (William Sorell) провозгласил Ричмонд городом.
В 1820-х годах, при лейтенант-губернаторе Джордже Артуре, Ричмонд стал одним из пунктов, где содержались заключённые. В этот период там были построены тюрьма, здание суда и бараки.
В 1830-х годах Ричмонд стал важным перевалочным пунктом на пути от Хобарта к восточному побережью Тасмании — строились новые дороги, открывались отели, развивалось городское хозяйство.

## Население
Согласно переписи населения 2016 года, население Ричмонда составляло 858 человек, 46,6 % мужчин и 53,4 % женщин. Средний возраст жителей Ричмонда составлял 50 лет.
| 1996 | 2001 | 2006 | 2011 | 2016 |
| ---- | ---- | ---- | ---- | ---- |
| 768  | 818  | 880  | 887  | 858  |

## Достопримечательности
Одной из главных достопримечательностей Ричмонда является мост Ричмонд-Бридж через реку Кол, построенный в 1823—1824 годах с использованием труда заключённых. Ричмондский мост считается самым старым из до сих пор используемых мостов Австралии.
Другие известные достопримечательности Ричмонда — здание суда (Richmond Court House, построено в 1825 году) и старая тюрьма Ричмонда (Richmond Gaol, также построена в 1825 году — самая старая тюрьма Австралии). Из религиозных сооружений интерес представляют здания англиканской церкви (St Luke's Anglican church, 1834), католической церкви (St John's Catholic church, 1837) и конгрегациональной церкви (Congregational Church, 1873).

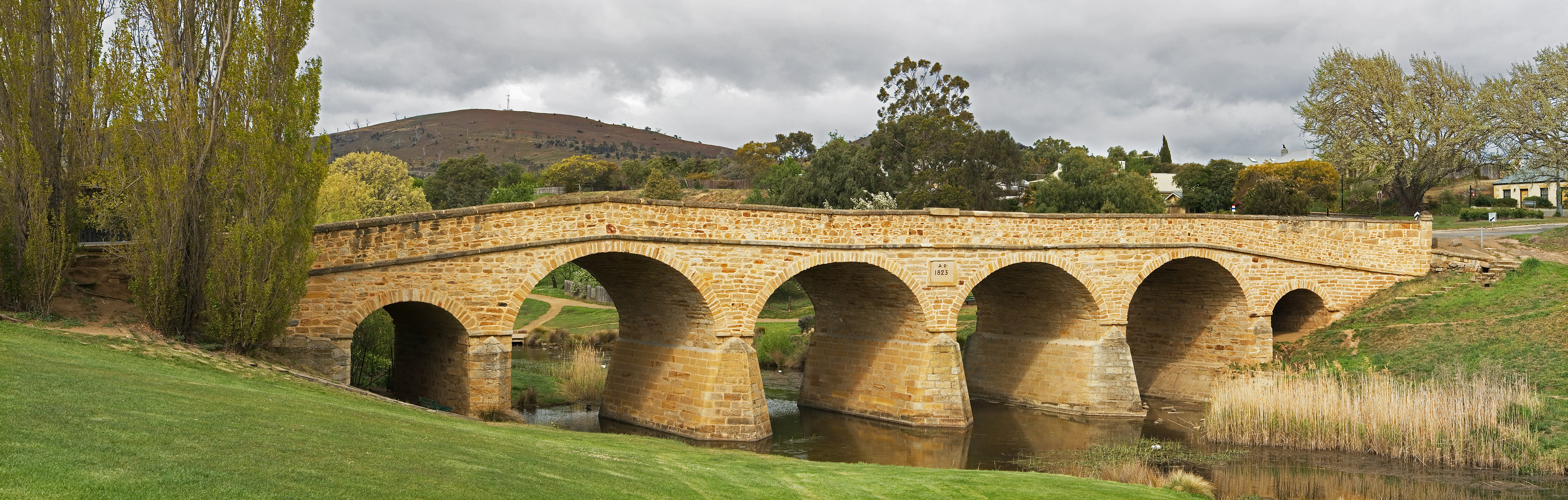
Панорама Ричмондского моста